# Rochinia decipiata
Rochinia decipiata is een krabbensoort uit de familie van de Epialtidae. De wetenschappelijke naam van de soort is voor het eerst geldig gepubliceerd in 1994 door Williams & Eldredge.